# We Don't Talk Anymore (bài hát)
We Don't Talk Anymore là ca khúc của ca sĩ người Mỹ Charlie Puth hợp tác cùng ca sĩ Selena Gomez nằm trong album đầu tay của anh: Nine Track Mind. Bài hát được tung lên mạng vào ngày 25 tháng 1 năm 2016, trước 5 ngày album phát hành. Vào ngày 11 tháng 5 năm 2016, Charlie Puth thông báo trên Instagram rằng ca khúc này sẽ là single thứ 3 trong album.

## Bối cảnh
Về hoàn cảnh sáng tác ca khúc, Charlie cho biết: "Tôi đã nói chuyện động viên cậu bạn vừa mới chia tay bạn gái, tôi hỏi rằng liệu 2 người có còn nói chuyện với nhau nữa không và cậu ấy trả lời: "Nah, we don't talk anymore". Lúc đó tôi chỉ nghĩ mình hát bâng quơ "we don't talk anymore" để làm cậu ấy bớt buồn nhưng sau đó thì nó lại trở thành 1 giai điệu bắt tai và quá hợp với đoạn guitar ban đầu. Đây là ca khúc về một mối quan hệ tuyệt vời, cả hai quyết định chia tay trong yên lặng, nhưng rồi bạn nhận ra mọi thứ thay đổi. Bạn nói rằng bạn vẫn muốn cả hai làm bạn của nhau nhưng bạn không thể tâm sự với người đó như những người bạn được nữa".
Charlie gặp gỡ Selena Gomez lần đầu tại lễ trao giải VMAs tháng 8 năm 2015. Vì thấy Selena phù hợp với ca khúc này, Charlie đã mời Selena góp giọng vào ca khúc và phần thu âm của Selena chỉ kéo dài trong vòng 15 phút.
We Don't Talk Anymore được Charlie Puth sản xuất ngay trên laptop của anh khi đi du lịch và phần đệm Guitar cũng được thu âm ngay trên Iphone của anh.

## Những người thực hiện
- Charlie Puth: viết ca khúc, sản xuất, hát chính
- Selena Gomez: viết ca khúc, hát phụ

## Xếp hạng
| Bảng xếp hạng (2016)                            | Vị trí cao nhất |
| ----------------------------------------------- | --------------- |
| Argentina (Monitor Latino)                      | 1               |
| Úc (ARIA)                                       | 10              |
| Áo (Ö3 Austria Top 40)                          | 23              |
| Bỉ (Ultratop 50 Flanders)                       | 18              |
| Bỉ (Ultratop 50 Wallonia)                       | 36              |
| Canada (Canadian Hot 100)                       | 11              |
| Cộng hòa Séc (Rádio Top 100)                    | 44              |
| Cộng hòa Séc (Singles Digitál Top 100)          | 16              |
| Denmark (Tracklisten)                           | 13              |
| Pháp (SNEP)                                     | 8               |
| Trường songid là BẮT BUỘC CHO BẢNG XẾP HẠNG ĐỨC | 52              |
| Hungary (Single Top 40)                         | 7               |
| Ireland (IRMA)                                  | 11              |
| Ý (FIMI)                                        | 1               |
| Lebanon (Lebanese Top 20)                       | 1               |
| Mexico (Monitor Latino)                         | 9               |
| Hà Lan (Dutch Top 40)                           | 26              |
| Hà Lan (Single Top 100)                         | 16              |
| New Zealand (Recorded Music NZ)                 | 8               |
| Na Uy (VG-lista)                                | 10              |
| Scotland (OCC)                                  | 14              |
| Slovakia (Rádio Top 100)                        | 13              |
| Slovakia (Singles Digitál Top 100)              | 9               |
| Tây Ban Nha (PROMUSICAE)                        | 7               |
| Sweden (Sverigetopplistan)                      | 13              |
| Thụy Sĩ (Schweizer Hitparade)                   | 18              |
| Anh Quốc (OCC)                                  | 14              |
| Hoa Kỳ Billboard Hot 100                        | 10              |
| Hoa Kỳ Adult Contemporary (Billboard)           | 18              |
| Hoa Kỳ Adult Pop Airplay (Billboard)            | 9               |
| Hoa Kỳ Pop Airplay (Billboard)                  | 11              |

## Chứng nhận
| Quốc gia                                                                           | Chứng nhận | Số đơn vị/doanh số chứng nhận |
| ---------------------------------------------------------------------------------- | ---------- | ----------------------------- |
| Úc (ARIA)                                                                          | Platinum   | 70.000‡                       |
| Đan Mạch (IFPI Đan Mạch)                                                           | Gold       | 30,000^                       |
| Ý (FIMI)                                                                           | Platinum   | 50.000‡                       |
| New Zealand (RMNZ)                                                                 | Gold       | 7.500*                        |
| Tây Ban Nha (PROMUSICAE)                                                           | Gold       | 20.000‡                       |
| Anh Quốc (BPI)                                                                     | Silver     | 200.000‡                      |
| * Chứng nhận dựa theo doanh số tiêu thụ. ^ Chứng nhận dựa theo doanh số nhập hàng. |            |                               |